# Wang Yupu

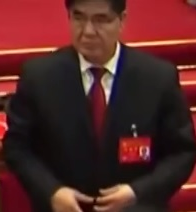
Wang Yupu (18. Oktober 2017)

Wang Yupu (chinesisch 王玉普, Pinyin Wáng Yùpǔ; * Oktober 1956 in Xinmin, Liaoning; † 8. Dezember 2020 in Tianjin) war ein Politiker der Kommunistischen Partei Chinas (KPCh) in der Volksrepublik China, der unter anderem zwischen 2015 und 2017 Vorstandsvorsitzender des staatseigenen Petrochemieunternehmens SINOPEC (China Petrochemical Corporation) sowie von 2018 bis zu seinem Tode 2020 Minister für Krisenmanagement im Staatsrat der Volksrepublik China war.

## Leben

### Studien, Ingenieur und Industriemanager
Wang Yupu, der zum Han-Volk gehörte, absolvierte nach dem Schulbesuch ein Studium am Erdölinstitut Daqing, der heutigen Erdöluniversität Nordostchinas, und schloss dieses mit einem Bachelor ab. Danach war er zwanzig Jahre lang auf den Ölfeldern von Daqing beschäftigt und wurde 1985 Mitglied der Kommunistischen Partei Chinas (KPCh). Er war von 1994 bis 1996 stellvertretender Direktor der zum Büro für Erdölverwaltung Daqing Produktionsanlage Nr. 4 sowie zugleich zwischen 1994 und 1997 stellvertretender Direktor der Produktionsanlage Nr. 7. Zugleich absolvierte er von 1994 bis 1996 ein postgraduales Studium am Erdölinstitut Daqing, das er mit einem Master beendete. Daraufhin fungierte er zwischen 1997 und 1998 in Personalunion als Direktor der Abteilung für Ölfeldentwicklung und stellvertretender Direktor der Abteilung für Öl- und Gasentwicklung Nr. 1 des Büros für Erdölverwaltung Daqing, ehe er im Anschluss war er zwischen 1998 und 1999 stellvertretender Chefingenieur des Büros für Erdölverwaltung Daqing war.
1999 wechselte Wang zum Mineralölunternehmen PetroChina Company Limited und war zunächst stellvertretender Chefingenieur von deren Erdölfeld in Daqing (Daqing Oilfield Co., Ltd). Im Anschluss fungierte er in Personalunion zwischen 2000 und 2001 als stellvertretender Generalmanager der Daqing Oilfield Co., Ltd sowie als Direktor und Sekretär des Parteikomitees der Produktionsanlage Nr. 1 der Daqing Oilfield Co., Ltd. Außerdem begann er 2000 seine Promotion an der Abteilung für Erdölentwicklung der Chinesischen Universität für Erdölwesen in Peking, die er 2003 mit einem Ph.D. abschloss. Er war zwischen 2001 und 2003 Vize-Vorstandsvorsitzender und geschäftsführender stellvertretender Generalmanager der Daqing Oilfield Co., Ltd sowie zugleich Mitglied des Parteikomitees dieses Unternehmens. Als Nachfolger von Su Shulin übernahm er 2003 die Posten als Vorstandsvorsitzender und Generalmanager sowie als Stellvertretender Sekretär des Parteikomitees der Daqing Oilfield Co., Ltd und übte diese Funktionen bis zu seiner Ablösung durch Wang Yongchun 2009 aus.

### ZK-Mitglied, Vorstandsvorsitzender von SINOPEC und Minister für Krisenmanagement

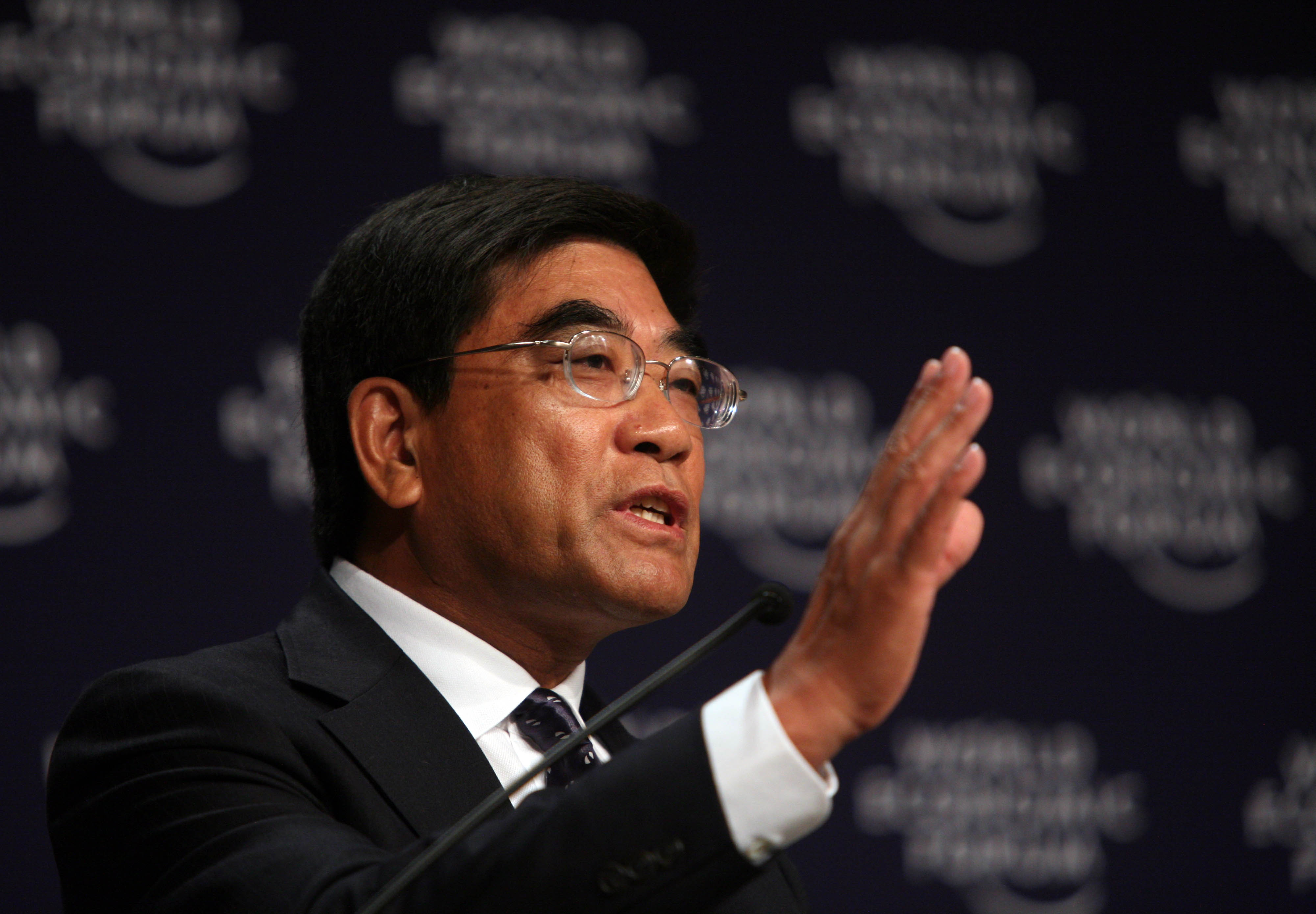
Als Nachfolger von Fu Chengyu wurde Wang 2015 Vorstandsvorsitzender des staatseigenen Petrochemieunternehmens SINOPEC (China Petrochemical Corporation).

Auf dem 17. Parteitag der Kommunistischen Partei Chinas wurde Wang Yupu Kandidat des Zentralkomitee der Kommunistischen Partei Chinas (ZK der KPCh) und hatte diese Funktion bis 2012 inne. Er wurde außerdem 2007 Mitglied der Chinesischen Akademie der Ingenieurwissenschaften und absolvierte zwischen 2007 und 2008 ein Studium an der Zentralen Parteihochschule der KPCh. Als Nachfolger von Gai Ruyin übernahm er 2009 den Posten als Vize-Gouverneur der Provinz Heilongjiang und hatte diesen bis zu seiner Ablösung durch Xu Guangguo 2010 inne. 2010 löste er Chen Hao als Erster Sekretär des Sekretariats des Gesamtchinesischen Gewerkschaftsbundes ab und bekleidete diese Funktion bis 2013, woraufhin Sun Chunlan ihn ablöste. Auf dem 18. Parteitag der KPCh wurde er 2012 erstmals Mitglied des ZK der KPCh und gehörte diesem Gremium nach seiner Wiederwahl auf dem 19. Parteitag der KPCh 2017 bis zu seinem Tode 2020 an. Als Nachfolger von Pan Yunhe war er zwischen 2013 und seiner Ablösung durch Li Xiaohong außerdem Vizepräsident der Chinesischen Akademie der Ingenieurwissenschaften.
Am 4. Mai 2015 übernahm Wang von Fu Chengyu den Posten als Vorstandsvorsitzender des staatseigenen Petrochemieunternehmens SINOPEC (China Petrochemical Corporation) und hatte diesen bis zu seiner Ablösung durch Dai Houliang am 19. September 2017 inne. Er selbst wiederum löste Yang Huanning als Direktor der Staatlichen Verwaltung für Arbeitssicherheit ab und verblieb in dieser Funktion bis zur Auflösung dieser Behörde am 19. März 2018.
Zuletzt übernahm Wang Yupu am 19. März 2018 das neugeschaffene Amt als Minister für Krisenmanagement im Staatsrat der Volksrepublik China, das verantwortlich für die Umsetzung von Notfallmanagementplänen sowie die Organisation von Rettungs- und Hilfsmaßnahmen bei Katastrophen und Arbeitsunfällen ist. Er bekleidete dieses Ministeramt bis zu seinem Tode am 8. Dezember 2020, woraufhin Huang Ming seine Nachfolge antrat.